# Msia Amaghlobeli
Msia Amaghlobeli (georgisch მზია ამაღლობელი; geboren am 12. Mai 1975 in Schuachewi) ist eine georgische Journalistin und Medienunternehmerin, die als Gründerin der unabhängigen Nachrichtenportale Batumelebi und Netgazeti bekannt wurde. Seit Anfang 2025 gilt sie als erste politische Gefangene Georgiens seit 1991.

## Leben
Msia Amaghlobeli begann vor mehr als 25 Jahren ihre journalistische Laufbahn. Im Jahr 2001 gründete sie gemeinsam mit ihrer Kollegin Eter Turadse in Batumi das unabhängige lokale Nachrichtenportal Batumelebi, das vor allem zu Themen wie Menschenrechten, Korruption und sozialen Fragen berichtete. 2011 folgte in Tiflis die Gründung des überregionalen Online-Mediums Netgazeti. Beide Plattformen genießen in Georgien den Ruf einer unabhängigen und vertrauenswürdigen Informationsquelle.

## Wirken
Amaghlobeli berichtete über zahlreiche Menschenrechtsverletzungen und politische Missstände, unter anderem im Zusammenhang mit den Protesten gegen die Parlamentswahlen vom 26. Oktober 2024, die von der Opposition als manipuliert angesehen wurden. Seit Ende November 2024 kam es landesweit zu täglichen Demonstrationen gegen die Regierung der Partei Georgischer Traum, die zugleich die Aussetzung der EU-Beitrittsverhandlungen bekanntgegeben hatte. Die Proteste wurden von massiver Polizeigewalt begleitet, bei der Hunderte Menschen festgenommen und viele Journalisten angegriffen wurden.
Am 11. Januar 2025 nahm Amaghlobeli zunächst an einer Protestaktion vor einer Polizeistation in Batumi teil, bei der sie einen Aufkleber mit dem Aufruf zu einem landesweiten Protest anbrachte. Sie wurde daraufhin wegen einer Ordnungswidrigkeit kurzzeitig festgenommen und noch am selben Tag wieder freigelassen. Später am Abend wurde sie erneut festgenommen, nachdem sie den Polizeichef von Batumi Irakli Dgebuadse leicht geohrfeigt hatte. Videoaufnahmen zufolge handelte es sich um einen symbolischen Schlag ohne nennenswerte Gewaltwirkung. Nach Angaben von Amaghlobeli und der Georgischen Anwaltsvereinigung (GYLA) beleidigte und bedrohte Dgebuadse sie in Polizeigewahrsam, verweigerte ihr Wasser und den Toilettengang und spuckte ihr ins Gesicht.
Die Staatsanwaltschaft warf ihr „Widerstand, Bedrohung oder Anwendung von Gewalt gegen einen Ordnungshüter“ vor, was mit vier bis sieben Jahren Haft bedroht ist. Ein Gericht in Batumi lehnte eine Freilassung gegen Kaution ab und ordnete Untersuchungshaft an. Am 1. Februar 2025 erschien sie zur Verhandlung mit einem Exemplar des Buchs How to Stand Up to a Dictator der Nobelpreisträgerin Maria Ressa. Am 5. Februar befand sie sich seit 25 Tagen im Hungerstreik, den sie am 18. Februar nach 38 Tagen beendete. Laut ihrer Anwältin bestand die Gefahr einer Erblindung ohne angemessene medizinische Versorgung.
Am 6. August 2025 wurde Amaghlobeli zu einer Freiheitsstrafe von zwei Jahren verurteilt, nachdem das Gericht den ursprünglichen Tatvorwurf abgemildert hatte. Internationale Organisationen und zahlreiche Botschaften, darunter 24 westliche Vertretungen, kritisierten das Verfahren als politisch motiviert und als Beispiel für die zunehmende Einschüchterung Medienschaffender in Georgien.